# NGC 2180
NGC 2180 је расејано звездано јато у сазвежђу Орион које се налази на NGC листи објеката дубоког неба.
Деклинација објекта је + 4° 42' 44" а ректасцензија 6h 9m 36,2s. Привидна величина (магнитуда) објекта NGC 2180 износи 12,3.